# Колумбійсько-перуанська війна (1828—1829)
Колумбійсько-перуанська війна — збройний конфлікт 1828—1829 років між Перу та Великою Колумбією.

## Передумови
1563 року в складі іспанського віцекоролівства Перу було створено Королівську авдієнсію Кіто, що 1717 року перейшла під юрисдикцію нового віцекоролівства Нова Гранада. Через відсутність на той час якісних географічних карт та незначну цікавість до малонаселених територій кордони підконтрольних тим органам областей було визначено досить приблизно.
Королівським указом від 1802 року військовий та релігійний контроль над провінцією Майнас було передано віцекоролівству Перу, однако з указу не було зрозуміло, чи передається при цьому ще й територія. Аналогічний випадок трапився 1803 року, коли іспанська корона передала Лімі управління військовими справами провінції Гуаякіль.
Перш ніж починати визволення Південної Америки від іспанського володарювання, Сімон Болівар проголосив принцип «Uti possidetis juris», що визначав прив'язку кордонів нових держав до кордонів іспанських колоніальних адміністративних одиниць. Це призвело до того, що певні кордони виявились спірними. Особливо це зачепило Перу, яке бажало «виправити» свої кордони як на півночі, так і на сході.
Королівська аудієнсія Чаркас первинно підпорядковувалась віцекоролівству Перу, й лише 1776 року була передана до складу віцекоролівства Ріо-де-ла-Плати. Історичною назвою підконтрольної авдієнсії території було «Верхнє Перу», й до Ліми звідти було ближче, ніж до Буенос-Айреса, тому коли 1826 року там виникла держава Болівія, значного поширення набула ідея об'єднання Болівії та Перу. Коли 1827 року почалось повстання в Чукісаці, перуанці негайно скористались таким приводом, й армія під керівництвом Августіна Гамарри вторглась до Болівії, 18 травня 1828 року ввійшовши до Ла-Паса та змусивши президента Антоніо Хосе де Сукре піти у відставку.

## Перебіг бойових дій
Довідавшись про події в Болівії, Болівар 3 червня 1828 року оголосив війну Перу та призначив Сукре командувачем колумбійської армії. 3 липня 1828 року президент Перу Хосе де ла Мар у відповідь оголосив війну Великій Колумбії та наказав розпочати мобілізацію армії та флоту. В серпні перуанський флот вийшов у море для блокади колумбійського порту Гуаякіль. 19 січня 1829 року місто здалось.
Перуанська армія 13 лютого 1829 року захопила колумбійське місто Лоха і вирушила до Гуаякіля, втім 27-28 лютого колумбійське військо під проводом Сукре та Флореса розбила перуанські сили в районі Куенки. Без підтримки з суші перуанська окупація Гуаякіля не мала сенсу, втім і колумбійці не могли реалізувати свої претензії на провінції Майнас і Хаен. У бойових діях настала пауза.
Тим часом у Перу стався військовий переворот, і до влади прийшов генерал Гамарра. Хіронська конвенція вирішила відновити кордони між державами «відповідно до того, як вони проходили між віцекоролівствами до здобуття незалежності» (тобто, зі збереженням усіх спірних моментів). Укладене 10 липня 1829 року Піурське перемир'я визнало анексію Гуаякіля Великою Колумбією, а 22 вересня було офіційно укладено мир. Принцип «Uti possidetis juris» було підтверджено, втім документ припускав незначні зміни проходження кордонів «відповідно до природних умов», що відкривало шлях до мирного розв'язання конфліктів. Обидві сторони погодились створити двосторонню комісію для визначення кордону між державами.

## Наслідки
Після розпаду Великої Колумбії 1831 року й утворення на її місці незалежних Венесуели, Еквадору та Нової Гранади, Перу заявило, що через зникнення держави всі підписані з нею договори втрачають чинність (відмовившись визнати Нову Гранаду й Еквадор правонаступниками Великої Колумбії), та знову підняло територіальні питання.